# Herrar

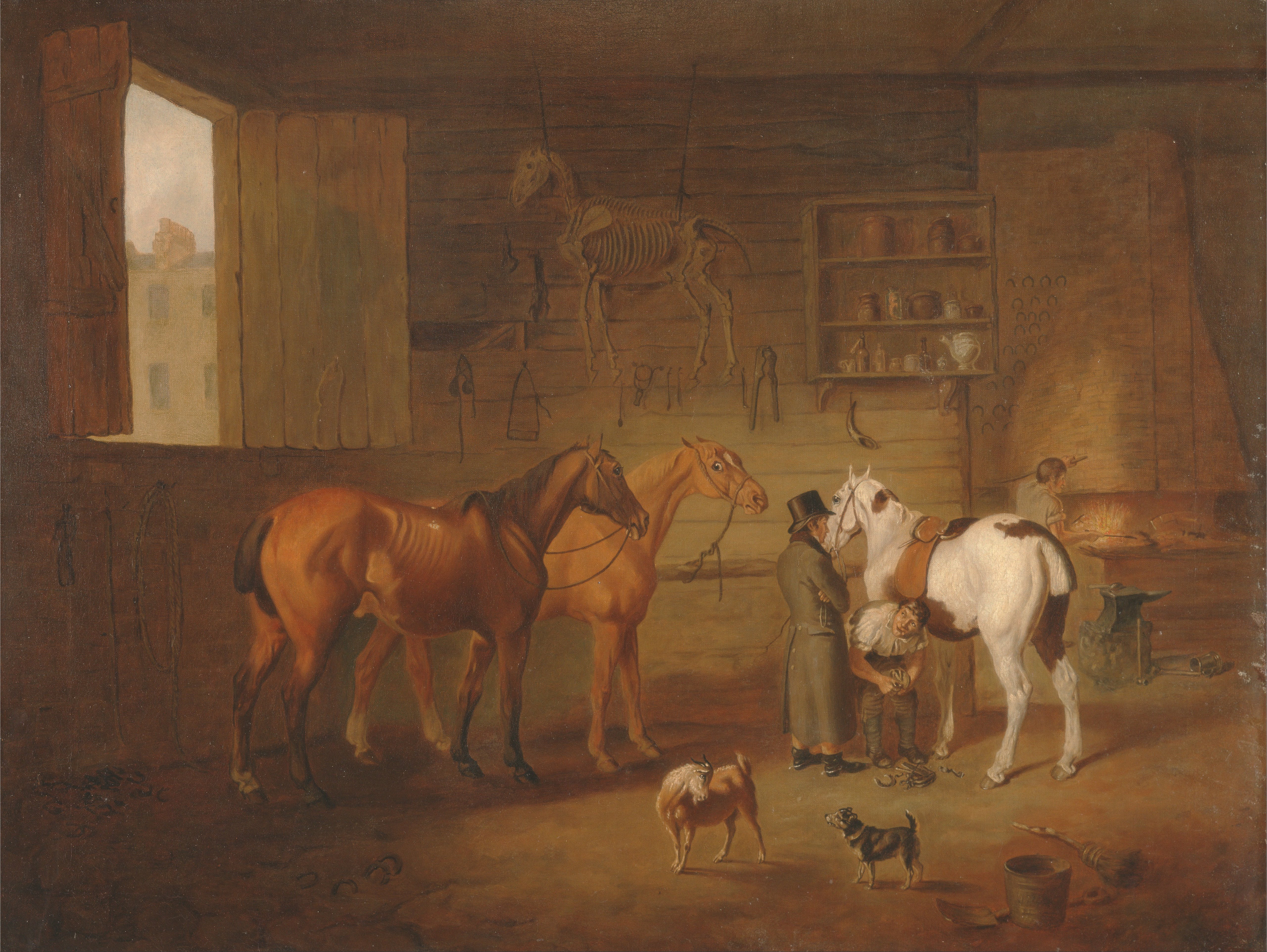
Herraje de un caballo por un herrero.

Herrar es la acción de colocar en el casco de los monodáctilos o didáctilos una pieza de hierro llamada herradura para defender estos órganos del efecto del terreno.

## Preparación

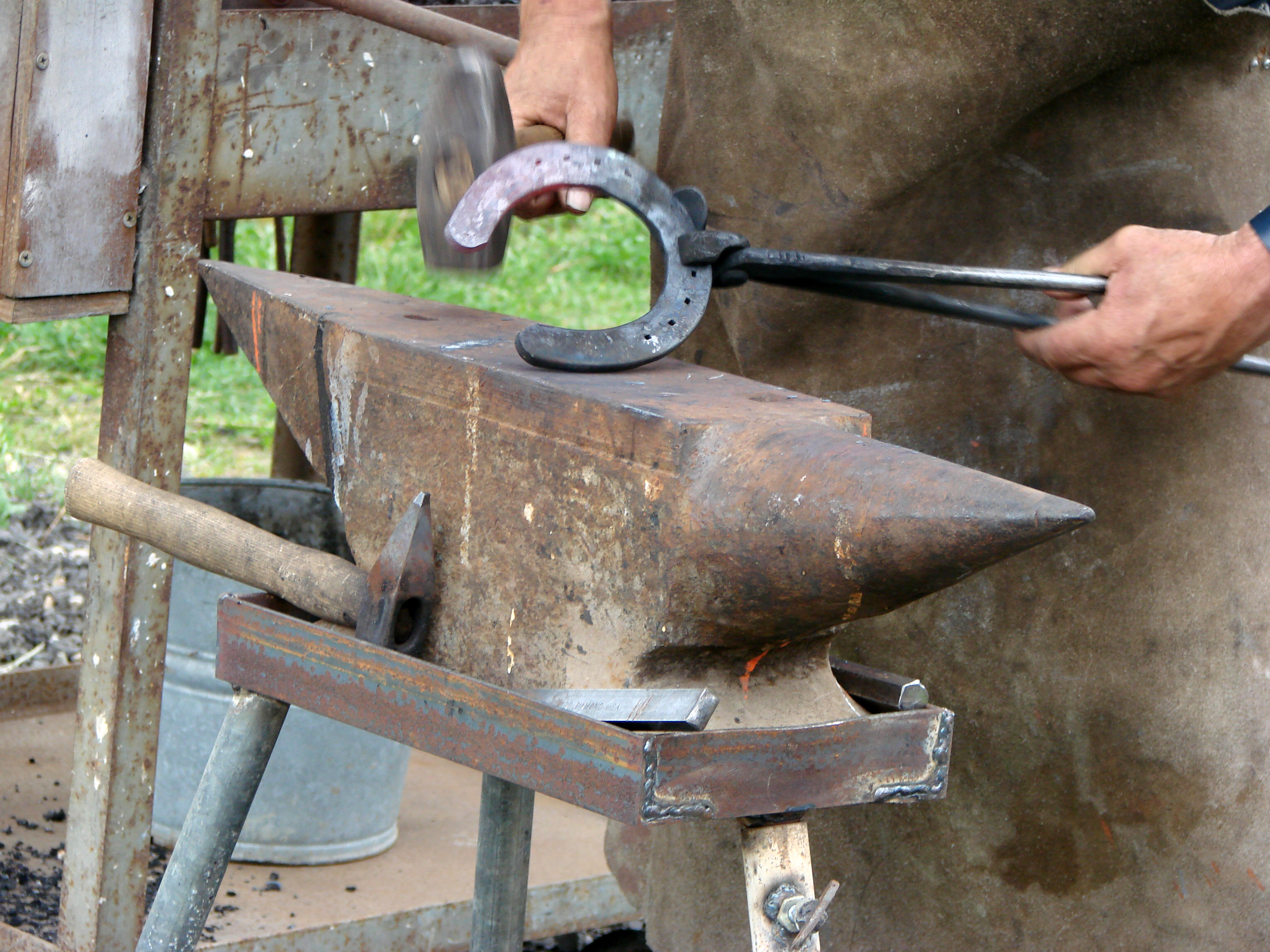
Ajuste del tamaño de la herradura sobre el yunque.

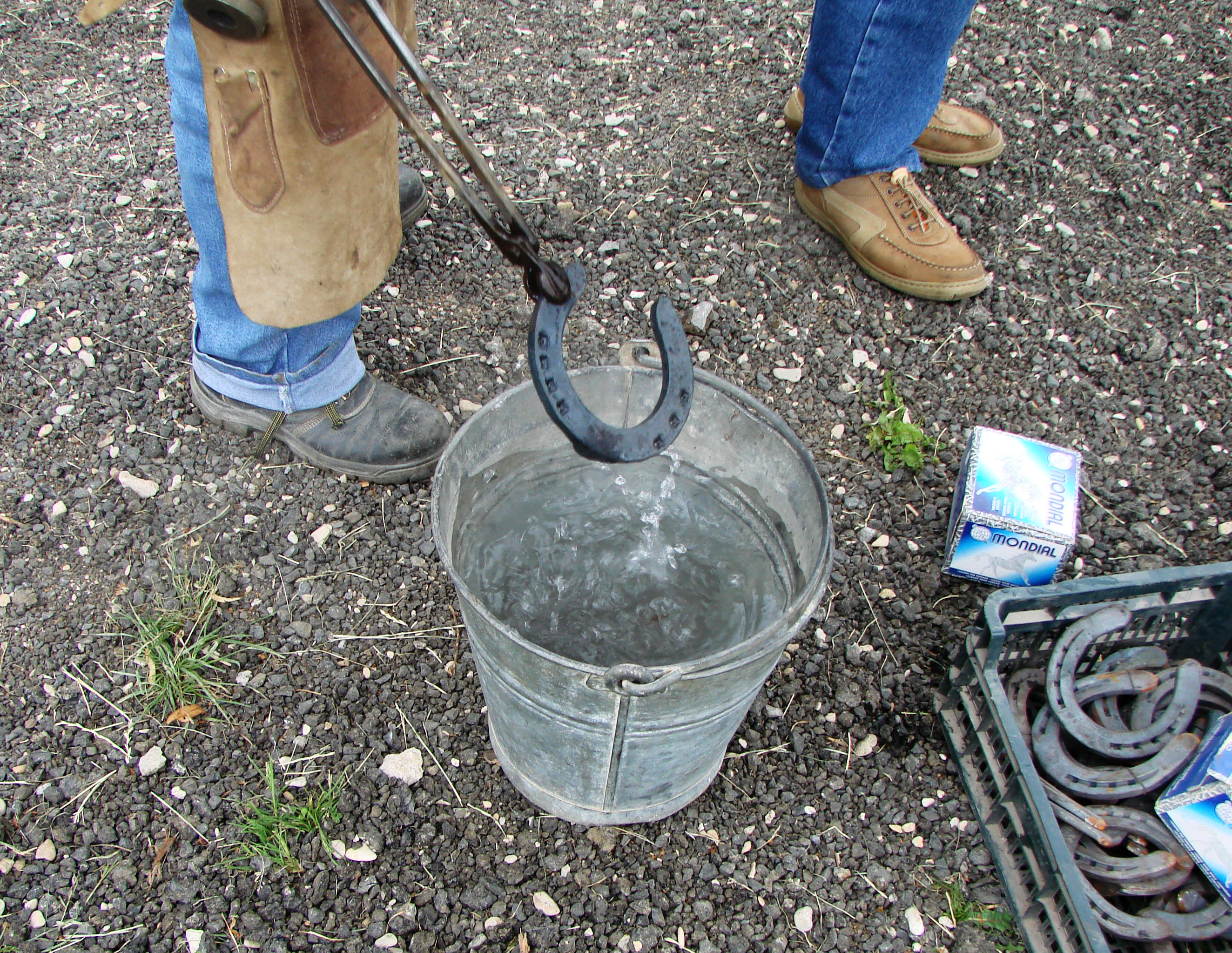
Enfriamiento de la herradura.

Para herrar metódicamente un caballo deben observarse las reglas siguientes:
- Examinar la conformación del casco, los aplomos y los vicios de conformación de las extremidades así como la acción y movimientos de estas
- La herradura se arreglará y ajustará según la disposición particular del casco, pero este jamás se arreglará a la herradura porque esto, además de ser muy dañino, manifiesta la ignorancia del herrador; así la herradura debe tener en todas circunstancias la misma configuración que el casco sobre el cual debe aplicarse, porque 
  - si es muy larga, esto es, que sobresale de los talones puede dar lugar a que el animal se resbale por la mayor superficie que tiene y si el exceso de longitud es en las herraduras de las manos, se las alcanza y se deshierra con facilidad
  - cuando es corta impide que el apoyo se haga con igualdad en toda la cara inferior del casco, la extremidad de los callos comprime más o menos las cuartas partes y da lugar en muchos casos a la claudicación
  - si es ancha, esto es, que las ramas están mny separadas o que salen demasiado del borde de la tapa, el animal se roza.
  - la herradura estrecha o como se dice comúnmente, sobrepuesta, comprime el casco, el animal marcha con trabajo y en muchos casos cojea
  - la herradura muy cubierta o ancha de tabla, es pesada y arruina las extremidades del animal y la que es estrecha defiende poco al casco de la impresión del terreno
- Las herraduras de mano deben tener la claveras hacia las lumbres porque en esta parte del casco la tapa es más gruesa y se pueden clavar mejor los clavos sin peligro de herir las partes vivas; y en las de los pies, en las ramas y hacia los callos, porque la tapa tiene más espesor en las cuartas partes y en los talones que en las lumbres
- No se ahuecarán los candados porque este es un medio seguro de debilitar o destruir el punto de apoyo que tiene la tapa en esta parte y da lugar a que el casco se estreche mucho y resulten sobrepuestos
- La espiga de los clavos será proporcionada a la naturaleza del casco que se va a herrar pero advirtiendo que siempre es mejor que sea más delgada que gruesa porque estas destruyen la tapa y pueden herir las partes vivas
- La herradura debe ser ligera con relación al casco en que se ha de poner, a la alzada del animal, porque si es pesada produce con más o menos rapidez la ruina de las extremidades; además se cae con facilidad cuando el animal marcha por terrenos desiguales, porque ni el casco ni los clavos pueden sostener su excesivo peso

## Herraje

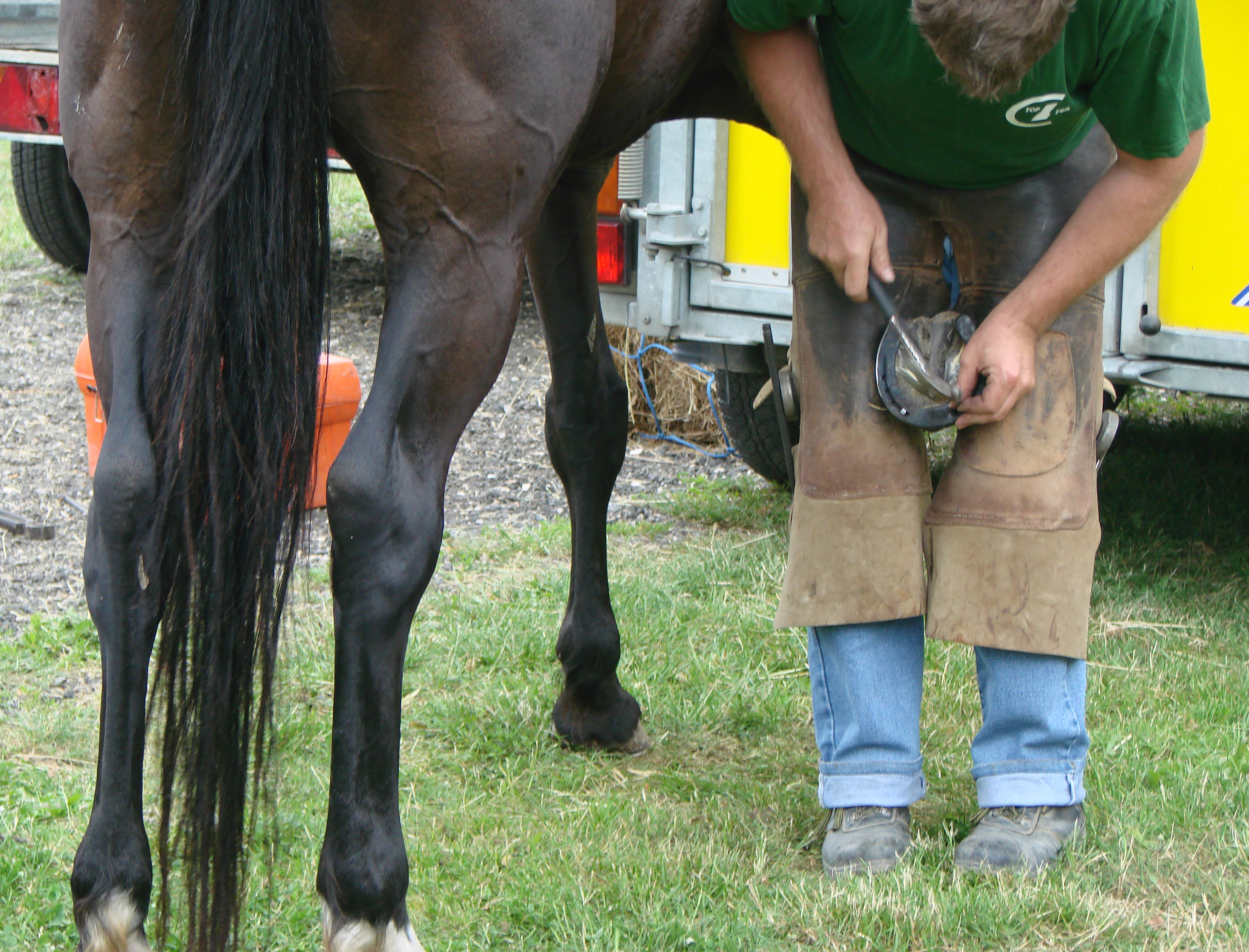
Posición del herrero para herrar la pata delantera.

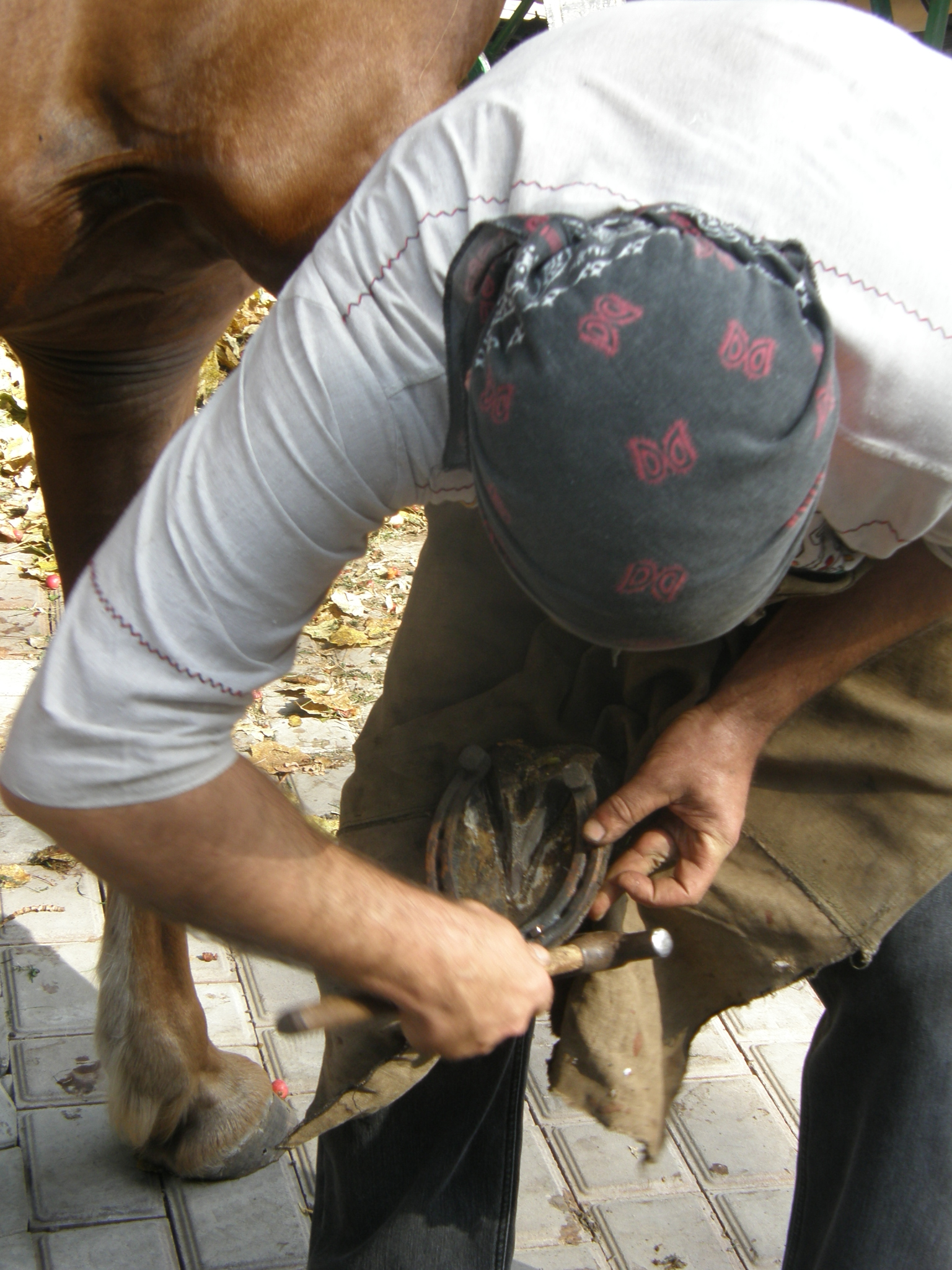
Ajuste de la herradura al casco por un herrero.

Levantada la extremidad y colocada del modo conveniente, se quita la herradura vieja abriendo antes las redobladuras con el cortafrío, después se introducen las tenazas entre uno de los callos de la herradura y el casco, se juntan tos ramales con la mano derecha y con la izquierda, se apoyan las lumbres del casco haciendo obrar las tenazas de arriba abajo y de adelante atrás en la dirección del miembro hasta que los clavos se aflojen y la herradura se separe un poco del casco. Se dará enseguida un golpe con las mismas tenazas que proporcionará la salida de los clavos de las claveras, de modo que se puedan coger uno a uno y arrancarlos enteramente; después, se hace la misma maniobra hasta separarla del todo. Enseguida con el cortafrío se limpia el casco por toda su circunferencia y por la cara plantar; hecho esto se pasa este instrumento a la mano izquierda, se toma el martillejo con la derecha y apoyando el corte de aquel en la parte interna del casco, se le hace obrar golpeando con el martillejo para que corte oblicuamente todo el borde de la tapa hasta la parte externa. Después se cortan los talones con el mismo instrumento en una dirección plana. Concluida esta maniobra se toma el pujavante con la mano derecha, el casco con la izquierda y se corta la palma oblicuamente de fuera adentro para que resulte un plano inclinado que empiece en el borde de la tapa. En las lumbres, se deja un poco convexa para que forme la juntura en un sentido inverso a la de la herradura cuidando de no cortar más de lo necesario para que el casco no quede muy apurado, rebajando los talones lo necesario sin tocar la ranilla ni ahuecar los candados. Preparado así el casco, se coloca sobre el la herradura ajustada de antemano, un poco caliente y se levanta en seguida cortando con el pujavante todos los sitios en que haya tocado, repitiendo esta maniobra dos o tres veces hasta que quede perfectamente sentada en toda la tapa y carne acanalada pues si la herradura vacila y no sienta como debe, la marcha del animal es poco firme y además las espigas de los clavos se moverán con facilidad y la herradura se caerá.
La herradura no debe apoyar en toda la cara plantar del pie, sino que desde la parte media de la tabla y de las ramas debe quedar en hueco, para lo que contribuye el plano inclinado de la palma. Cuando ya está sentada y fría la herradura se sujeta en el casco por medio de los clavos, operación que se llama clavar la herradura. Antes de esta maniobra se escofina toda la circunferencia de la tapa y el ángulo superior del borde externo de la herradura; colocada ésta en su situación, se clava un clavo en las lumbres y otro en cada talón, empezando por el extremo si la herradura es de mano y si es de pie, uno en cada hombro y otro en cada uno de los callos para que no cambie de situación. En este estado, el palafrenero deja la extremidad para que el animal la apoye en el terreno y se examinará si la herradura está en su justa posición. En seguida, la levanta y se ponen los demás clavos. 

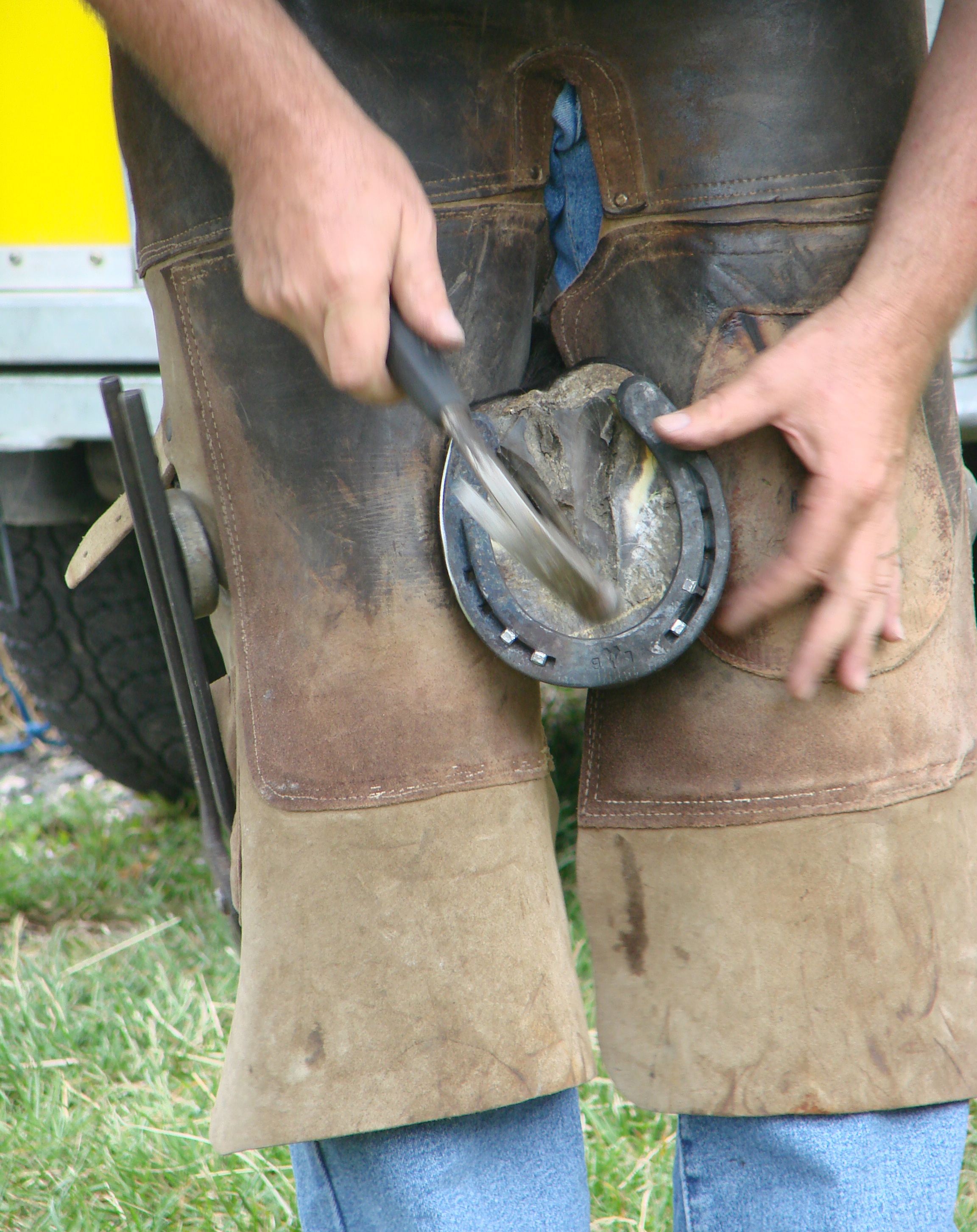
Introducción de los clavos en la herradura.

 El clavo se toma con el dedo pulgar, índice y medio de la mano izquierda, la vuelta mirando al pulgar, se introduce por la clavera y se coloca en una dirección ligeramente inclinada de fuera adentro. Entonces con el martillejo, que debe estar en la mano derecha, se dan golpes sobre la cabeza hasta que se ha introducido algo más de un tercio de su longitud; en este estado se retira la mano izquierda, se sostiene con ella el casco, se sigue golpeando con alguna más fuerza, hasta que su cabeza quede enteramente embutida en la clavera, cuidando de que no se doble la espiga. Se conocerá que el clavo lleva buena dirección en la resistencia que presenta en el momento de clavarlo y en una especie de sonido oscuro que hiere el oído. 
Algunas veces sucede que el clavo en lugar de salir a la parte externa se dirige hacia lo vivo, lo que depende de que se rompe su espiga o encuentra alguna punta que lo hace cambiar de dirección ; entonces el sonido es diferente que en el caso anterior, pues como se dice comúnmente suena blando y si hiere las partes vivas, el animal da muestras de dolor, procurando retirar la extremidad. En uno y en otro caso es necesario sacarlo sin acabar de clavarlo. Se procurará que los clavos salgan todos a una misma distancia del borde de la tapa y que no estén ni muy altos ni muy bajos; en el primer caso, puede aproximarse mucho a lo vivo y hacer cojear al animal y en el segundo, que se llama herrar somero, puede caerse la herradura por no estar bien asegurada. A pesar de este inconveniente los antiguos aconsejaban que se herrase somero porque decían que era el modo de no clavar al animal y de esta idea vino sin duda el proverbio de nuestros autores de veterinaria, de ata corto y hierra somero y andarás caballero.
Se tendrá presente en el momento de herrar que la cuarta parte interna del casco es más delgada que la externa y por esta razón los clavos se pondrán más someros y además serán más delgados en la parte interna que en la externa. En la proporción en que se clavan los clavos y sus puntas salen al exterior, se redoblarán sobre la tapa, dirigiéndolas hacia el borde de la herradura, para evitar que el animal se hiera o lastime al palafrenero en algún movimiento violento que haga. 

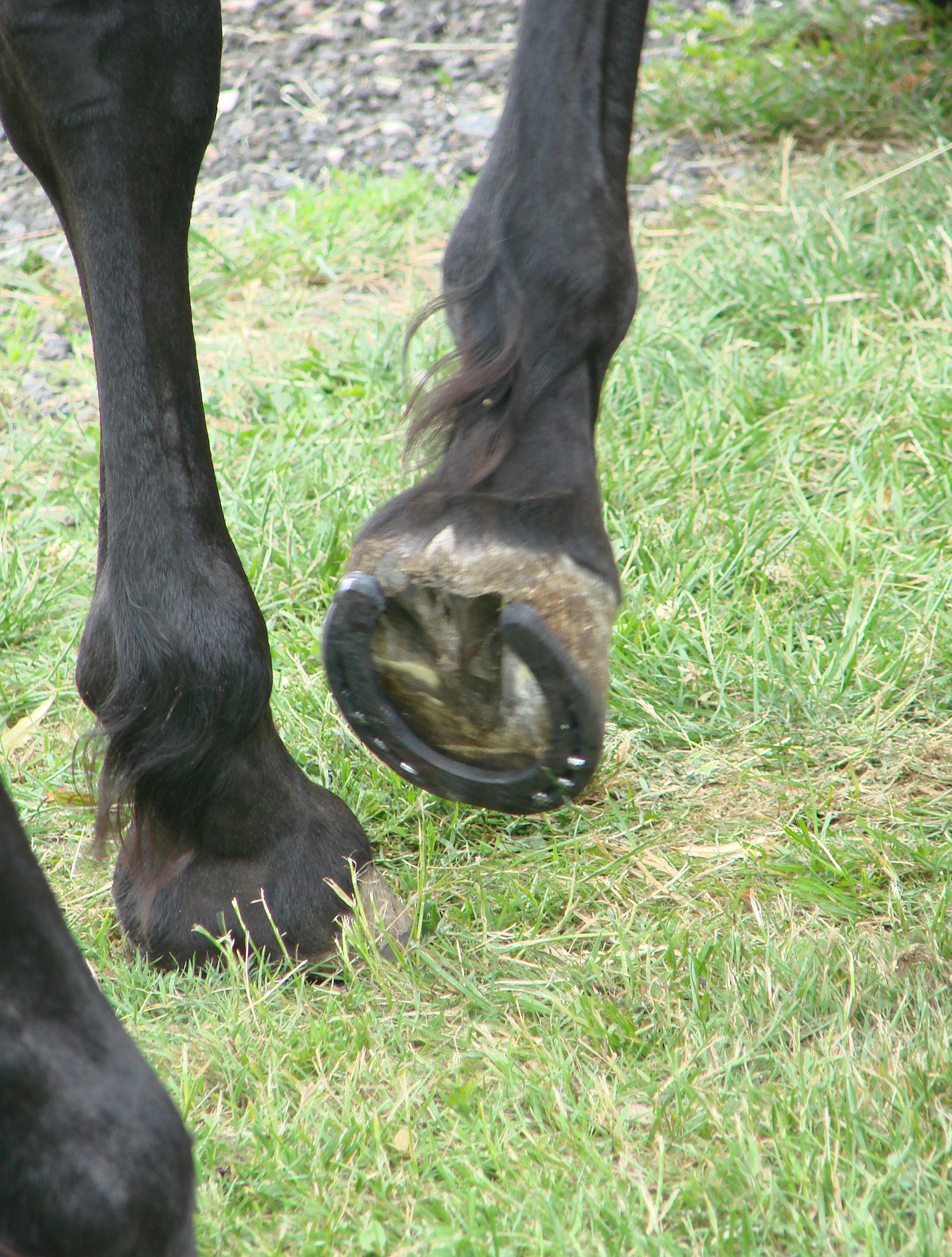
Caballo ya herrado.

 Después de que se han clavado los clavos se golpeará en cada una de sus cabezas para que entren bien en las claveras. Para hacer esta maniobra, se toman las tenazas con la mano izquierda y se apoyan sus bocas en el borde de la tapa, en el sitio que corresponde a cada clavo, dando en seguida uno o dos golpes sobre su cabeza. En seguida, con el cortafrío se quita la tapa que sobresale de la herradura: esta operación se llama cercenar. Se deja el martillejo y el cortafrío y tomando las tenazas con las dos manos, de modo que la derecha abrace los extremos de los ramales, se cortan las puntas de los clavos lo más inmediatos que sea posible a la tapa. Cortadas estas, se toma la escofina con la mano derecha y el casco se sujeta con la izquierda y con uno de sus ángulos se escofina la tapa en el sitio en que se ha cortado la punta del clavo de modo que forme una especie de mortaja para que reciba la redobladura que se hace después. Se deja la escofina y se toman las tenazas con la mano izquierda por el sitio de su unión y el martillejo con la derecha; aquellas se apoyan en la punta del clavo cortado, empezando por la del talón del lado externo y se golpea la cabeza con el martillejo levantando un poco las tenazas para que la punta cortada se redoble y se embuta en la mortaja o muesca de que hemos hablado; esta operación que se repite en cada uno de los clavos, se llama redoblar. Después se apoyan las tenazas en las cabezas de los clavos y con el martillejo se golpea suavemente en las redobladuras para que queden bien sentadas y se concluye la operación aplicando la pestaña si casco si la herradura es de pie. 
Puesta la herradura del modo que hemos dicho, se coloca el casco sobre el banquillo, si es una extremidad anterior o se apoyaren el muslo del operador, si es posterior y se escofina en toda su circunferencia, cuidando de no limar mucho las redobladuras para que no se adelgacen porque en este caso sería fácil que se rayese la herradura por no quedar el clavo suficientemente sujeto.

## Historia
La primera "herradura" que hubo tuvo lugar en la época de los celtas llamada hiposandalia, los caballos llevaban una especie de sandalias de cuero que subía hasta la caña del caballo, luego cuando los romanos invadieron a los celtas, los romanos ya sabían como moldear el hierro.Y así al paso del tiempo se fue modificando hasta la que conocemos hoy en día
A pesar de estos pasajes históricos, hay mucha razón para creer, según los documentos que tenemos para juzgar de la antigüedad del arte de herrar los caballos, que esta operación se inventó en tiempos más modernos pues no se conoce herradura más antigua que la que se halló con otras antigüedades en Tornay el año 1653 en el sepulcro de Childerico I, rey de Francia, que murió en el 481, la cual se cree que podría ser del caballo favorito de este monarca, a cuyo lado se habría enterrado, según el uso de aquellos tiempos. La primera indicación clara de que hay de una herradura con clavos se halla en la táctica militar de León VI, emperador de Constantinopla, que vivió en el siglo IX. 
Por último, el origen de este arte como el de todos los demás se pierde en la noche del tiempos pero fue en España donde se escribió el primer tratado sobre el modo de aplicar con regla las herraduras. Abu-Zacaria-Laia, en los libros de agricultura que escribió en Sevilla el siglo XII inserta uno y es muy probable que fuese muy antigua la costumbre de herrar los caballos entre los árabes, pues dicho Abu-Zacaria apoya las reglas que da en Aben-Abi-Hazan, escritor sin duda muy anterior a él.